# 擬短角單棘魨
擬短角單棘魨（学名：Thamnaconus modestoides），又名擬綠鰭馬面魨、剝皮魚，为單棘魨科馬面魨屬下的一个种，為溫帶海水魚，分布於印度西太平洋區，包括南非、日本、澳洲西北部海域，棲息深度73-200公尺，體長可達30公分，棲息在底層水域，生活習性不明。

## 扩展阅读
維基物種上的相關：擬綠鰭馬面魨